# Phyllachora blepharoneuri
Phyllachora blepharoneuri är en svampart som beskrevs av Fairm. 1918. Phyllachora blepharoneuri ingår i släktet Phyllachora och familjen Phyllachoraceae.   Inga underarter finns listade i Catalogue of Life.